# Équipe du Japon de rugby à XV à la Coupe du monde 2007
L'équipe du Japon dispute la Coupe du monde de rugby à XV 2007, compétition dont elle termine quatrième de la poule B trois défaites et un nul, pour un total de trois points dont un de bonus défensif.

## Résultats
(voir également Coupe du monde de rugby à XV 2007 - Poule B)
4 matchs, 0 victoire, 1 nul, 3 défaites.
64 points marqués (7 essais dont 4 transformés, 7 pénalités), 210 points encaissés (30 essais dont 21 transformés, 6 pénalités).

## Les matchs

### Australie - Japon
Date : 8 septembre 2007

Composition des équipes

Stade : Stade de Gerland à Lyon ( France)
Arbitre : Alan Lewis 
Composition des équipes :
Australie

Titulaires : Matt Dunning, Stephen Moore, Alastair Baxter, Nathan Sharpe, Daniel Vickerman, Rocky Elsom, George Smith, Wycliff Palu, George Gregan, Stephen Larkham, Lote Tuqiri, Matt Giteau, Stirling Mortlock (cap.), Adam Ashley-Cooper, Chris Latham

Remplaçants : Adam Freier, Guy Shepherdson, Hugh McMeniman, Stephen Hoiles, Berrick Barnes, Drew Mitchell, Mark Gerrard
Japon

Titulaires : Tatsuya Kusumi, Tomoki Kitagawa, Koji Taira, Nataniela Oto, Hirotoki Onozowa, Kosei Ono, Yuki Yatomi, Hajime Kiso, Takamichi Sasaki (cap.), Yasunori Watanabe, Luatangi Vatuvei, Takanori Kumagae, Ryo Yamamura, Taku Inokuchi, Masahito Yamamoto

Remplaçants : Yuji Matsubara, Tomokazu Soma, Hitoshi Ono, Hare Makiri, Tomoki Yoshida, Yuta Imamura, Kosuke Endo
Points marqués :
Australie: 13 essais de Sharpe (18e), Elsom (23e, 30e, 41e), Ashley-Cooper (46e), Latham (52e, 72e), Barnes (56e, 75e), Smith (61e), Mitchell (59e, 66e), Freier (80e), 7 transformations de Mortlock (24e, 42e, 47e, 53e, 57e, 60e, 62e), 3 transformations de Giteau (73e, 76e, 81e), 2 pénalités de Mortlock (10e, 15e)

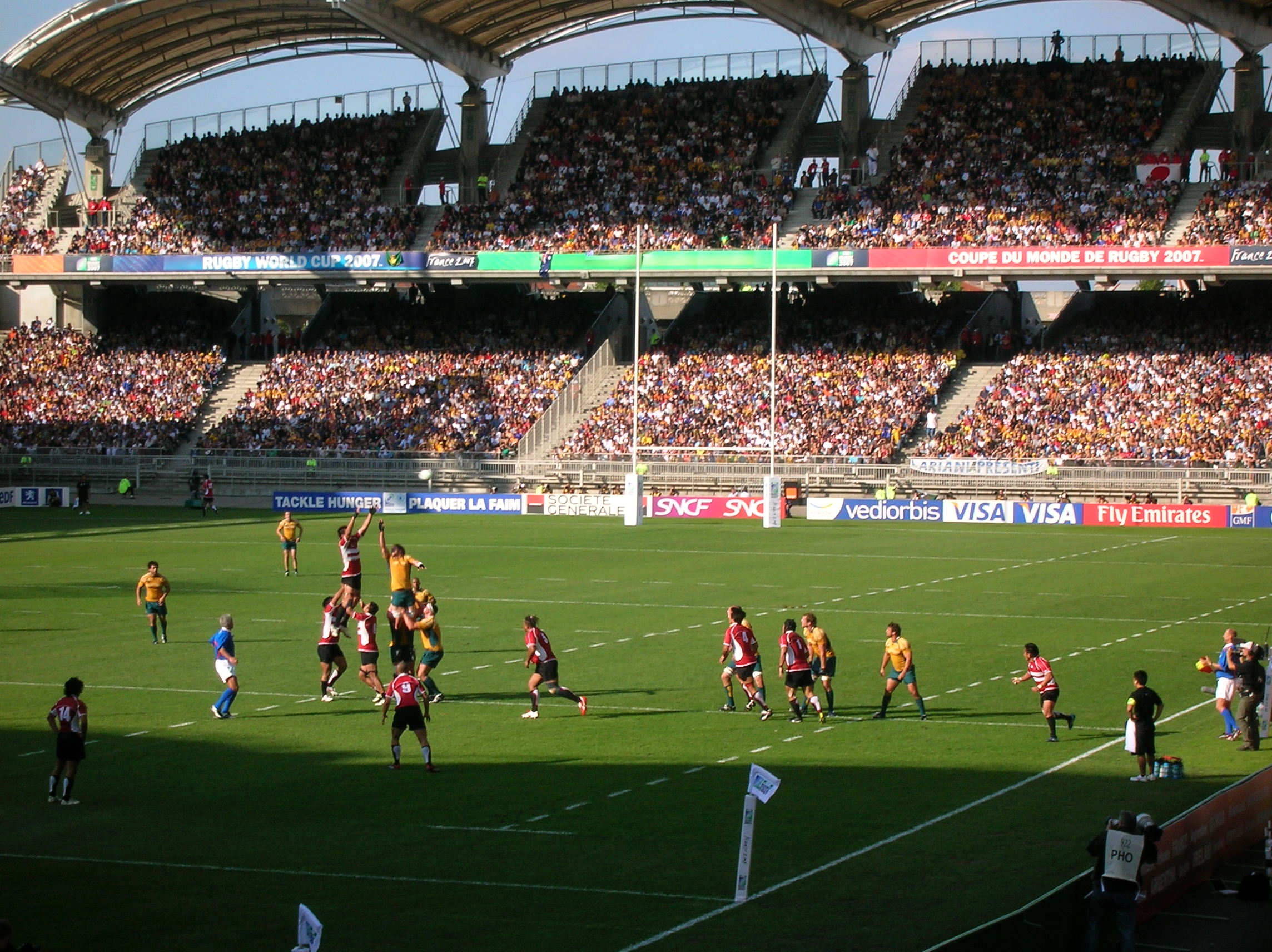

Les Japonais sont littéralement écrasés lors de leur premier match par une équipe d'Australie vice-championne du monde sortante, l'une des favorites de ce tournoi. Le troisième ligne australien Rocky Elsom se distingue en inscrivant 3 essais. L'entraîneur nippon, l'ex-All Black John Kirwan, dénonce ce match à sens unique dû à un calendrier injuste, qui l'a obligé à laisser de nombreux titulaires au repos en vue du match le plus important pour son équipe contre les Fidji quatre jours plus tard.

### Japon - Fidji
Date : 12 septembre 2007

Composition des équipes

Stade : Stadium, Toulouse  ( France)
Arbitre : 
Composition des équipes :
Japon

Titulaires : 15 Go Aruga, 14 Christian Loamanu, 13 Yuta Imamura, 12 Shotaro Onishi, 11 Kosuke Endo, 10 Bryce Robins, 9 Tomoki Yoshida, 8 Takuro Miuchi (c), 7 Philip O'Reilly, 6 Hare Makiri, 5 Luke Thompson, 4 Hitoshi Ono, 3 Tomokazu Soma, 2 Yuji Matsubara, 1 Tatsukichi Nishiura 

Remplaçants : 16 Taku Inokuchi, 17 Ryo Yamamura, 18 Takanori Kumagae, 19 Ryota Asano, 20 Yuki Yatomi, 21 Koji Taira, 22 Hirotoki Onozowa
Fidji

Titulaires : 15 Kameli Ratuvou, 14 Vilimoni Delasau, 13 Seru Rabeni, 12 Seremaia Bai, 11 Isoa Neivua, 10 Nicky Little, 9 Mosese Rauluni(c), 8 Sisa Koyamaibole, 7 Akapusi Qera, 6 Semisi Naevo, 5 Wame Lewaravu, 4 Kele Leawere, 3 Henry Qiodravu, 2 Sunia Koto, 1 Graham Dewes

Remplaçants : 16 Vereniki Sauturaga, 17 Jone Railomo, 18 Netani Talei, 19 Aca Ratuva, 20 Jone Daunivucu, 21 Gabiriele Lovobalavu, 22 Norman Ligairi
Points marqués :
Japon : 3 essais par Thompson (2) et Soma, 2 transformations par Onishi, 4 pénalités par Onishi
Les Japonais créent la surprise en résistant beaucoup mieux que prévu contre une équipe des Fidji largement donnée favorite de ce match. Le Japon mène même au score pendant quelques instants, de la 51e à la 55e minutes, 19 à 17. Menés à nouveau 19 à 20 à partir de la 55e puis 19 à 25 à la 56e, ils reviennent ensuite à 25 à 24 en inscrivant un nouvel essai, non transformé. Deux derniers essais dans chaque camp, tous deux transformés, ainsi qu'une ultime pénalité australienne dans les 10 dernières minutes font que, avec un score final de 31 à 35, le Japon perd mais emporte un point de bonus de défense. 

### Galles - Japon
Date : 20 septembre 2007

Composition des équipes

Stade : Millennium Stadium, Cardiff  ( Pays de Galles)
Arbitre : Joël Jutge 
Homme du match : Michael Phillips 
Rapport officiel : Statistiques
Composition des équipes :
Galles

Titulaires : 15 Kevin Morgan, 14 Dafydd James, 13 Jamie Robinson, 12 James Hook, 11 Shane Williams, 10 Stephen Jones (cap.), 9 Michael Phillips, 8 Alix Popham, 7 Colin Charvis, 6 Jonathan Thomas, 5 Alun-Wyn Jones, 4 Will James, 3 Chris Horsman, 2 T Rhys Thomas, 1 Duncan Jones

Remplaçants : 16 Huw Bennett, 17 Gethin Jenkins, 18 Ian Evans, 19 Martyn Williams, 20 Gareth Cooper, 21 Ceri Sweeney, 22 Tom Shanklin
Japon

Titulaires : 1 Tatsukichi Nishiura, 2 Yuji Matsubara, 3 Tomokazu Soma, 4 Hitoshi Ono, 5 Luke Thompson, 6 Hare Makiri, 7 Philip O'Reilly, 8 Takuro Miuchi (cap.), 9 Tomoki Yoshida, 10 Bryce Robins, 11 Hirotoki Onozowa, 12 Shotaro Onishi, 13 Yuta Imamura, 14 Kosuke Endo, 15 Christian Loamanu

Remplaçants : 16 Taku Inokuchi, 17 Ryo Yamamura, 18 Takanori Kumagae, 19 Yasunori Watanabe, 20 Chulwon Kim, 21 Koji Taira, 22 Tatsuya Kusumi
Points marqués :
Pays de Galles : 11 essais de Alun-Wyn Jones (11e), J.Hook (24e), R.Thomas (31e), K.Morgan (40e), M.Philips (42e), Shane Williams (49e, 80e), Daffyd James (53e), G.Cooper (59e), M.Williams (64e, 74e), 7 transformations de S.Jones (12e, 25e, 32e, 43e, 54e) et C.Sweeney (65e, 75e), 1 pénalité par S.Jones (23e)

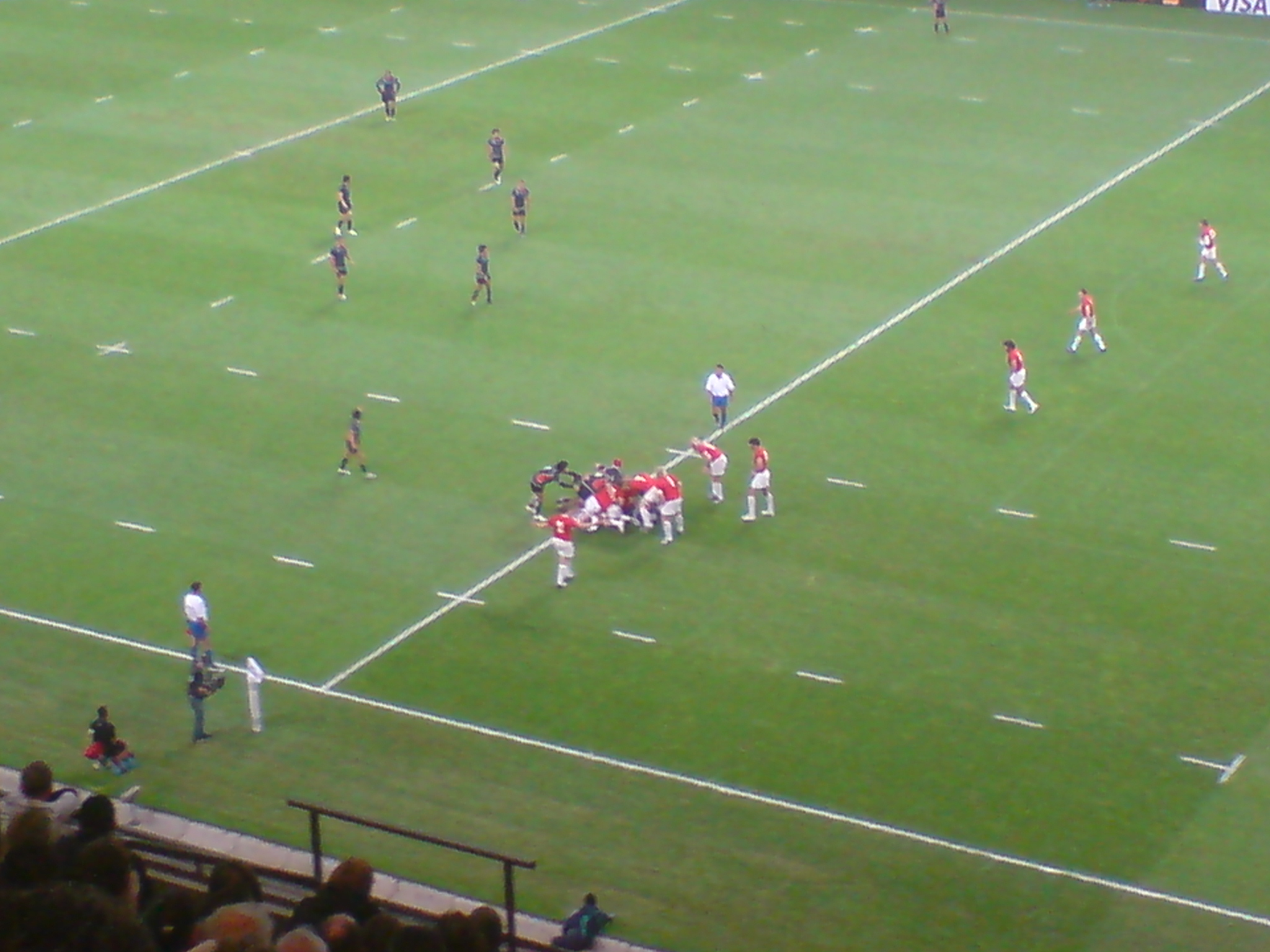

Si le Japon résiste plutôt bien en début de match, ouvrant le score avec une pénalité de Shotaro Onishi à la 4e minute et menant ainsi momentanément à 0-3 de la 4e à la 11e puis de nouveau, après un essai marqué par Kosuke Endo, à 7-8 de la 19e à la 23e, cette situation ne dure pas. Le XV du Sakura ne peut en effet résister face à une équipe galloise beaucoup plus expérimentée, qui met à la fin de la première période trois essais supplémentaires (dont deux transformés, à ajouter à celui mis à la 11e) et emporte une pénalité, ce qui donne déjà 29 à 11 à la mi-temps. La seconde période fait figure de coup de grâce, les Japonais encaissant 7 essais, dont 4 transformés. L'ailier Hirotoki Onozowa réussit toutefois à mettre un essai qui est transformé par Bryce Robins. Finalement, c'est une défaite importante, certes attendue, du Japon, 72-18, ce qui permet qui plus est aux Gallois d'empocher le point de bonus d'attaque.

### Canada - Japon
Date : 25 septembre 2007

Composition des équipes

Stade : Stade Jacques-Chaban-Delmas Bordeaux ( France)
Arbitre : Jonathan Kaplan 
Composition des équipes :
Canada

Titulaires : 15 Mike Pyke, 14 DTH van der Merwe, 13 Craig Culpan, 12 David Spicer, 11 James Pritchard, 10 Ryan Smith, 9 Morgan Williams (cap.), 8 Aaron Carpenter, 7 Adam Kleeberger, 6 Colin Yukes, 5 Mike James, 4 Mike Burak, 3 Jon Thiel, 2 Pat Riordan, 1 Rod Snow

Remplaçants : 16 Mike Pletch, 17 Dan Pletch, 18 Scott Franklin, 19 Josh Jackson, 20 Mike Webb, 21 Ed Fairhurst, 22 Justin Mensah-Coker
Japon

Titulaires : 15 Go Aruga, 14 Kosuke Endo, 13 Yuta Imamura, 12 Shotaro Onishi, 11 Christian Loamanu, 10 Bryce Robins, 9 Tomoki Yoshida, 8 Takuro Miuchi (cap.), 7 Philip O'Reilly, 6 Hare Makiri, 5 Luke Thompson, 4 Hitoshi Ono, 3 Tomokazu Soma, 2 Yuji Matsubara, 1 Tatsukichi Nishiura

Remplaçants : 16 Taku Inokuchi, 17 Ryo Yamamura, 18 Luatangi Samurai Vatuvei, 19 Hajime Kiso, 20 Chulwon Kim, 21 Koji Taira, 22 Hirotoki Onozowa
Points marqués :
Canada : 2 essais de Riordan (48e), Van der Merwe (65e), 1 transformation de Pritchard (66e)
L'équipe japonaise est en mesure d'espérer emporter sa seconde victoire en phase finale de coupe du monde, puisqu'elle mène 5 à 0 de la 12e à la 48e minute. Le Canada revient toutefois ensuite au score, à 5-5, et renverse même la situation au début du dernier quart-temps par un essai transformé à la 65e. L'équipe japonaise est alors menée 5-12 et s'achemine vers une nouvelle défaite, ce n'est qu'à la toute fin du match, à 80e, que le trois-quarts centre Koji Taira, rentré à la 69e, sauve son équipe en inscrivant un essai qui, celui-là, est transformé par Shotaro Onishi. 
Pour la deuxième fois de son histoire seulement, le Japon ne perdra pas tous ses matches de phase finale. Lors de la Coupe du monde 1991, il avait battu le Zimbabwe 52-8.
Ce résultat n'est que le deuxième match nul de l'histoire de la phase finale de la Coupe du monde. Le premier datait de la première édition en 1987 (France-Écosse : 20-20).
Le Japon termine alors quatrième de son groupe et est éliminé.

## Meilleurs marqueurs d'essais
- Luke Thompson, Kosuke Endo : 2 essais.

## Meilleur réalisateur
- Shotaro Onishi : 24 points

## Composition
Les joueurs ci-après ont joué pendant cette coupe du monde 2007

### Capitaines
- Takuro Miuchi (Japon-Fidji, Galles-Japon, Canada-Japon jusqu'à 72e)
- Takamichi Sasaki (Australie-Japon jusqu'à 48e)

### Première Ligne
- Ryo Yamamura (4 matchs)
- Tatsukichi Nishiura (3 matchs)
- Yuji Matsubara (3 matchs)
- Tomokazu Soma (3 matchs, 1 essai)
- Taku Inokuchi (2 matchs)
- Masahito Yamamoto (1 match)

### Deuxième Ligne
- Hitoshi Ono (3 matchs)
- Luke Thompson (3 matchs, 2 essais)
- Luatangi Vatuvei (2 matchs)
- Takanori Kumagae (1 match)
- Hajime Kiso (1 match)

### Troisième Ligne
- Hare Makiri (4 matchs)
- Takuro Miuchi (3 matchs)
- Yasunori Watanabe (2 matchs)
- Hajime Kiso (2 matchs)
- Philip O'Reilly (2 matchs)
- Takamichi Sasaki (1 match)
- Ryota Asano (1 match)

### Demi de mêlée
- Tomoki Yoshida (3 matchs)
- Yuki Yatomi (2 matchs)
- Kim Chulwon (2 matchs)
- Koji Taira (1 match)

### Demi d’ouverture
- Bryce Robins (3 matchs, 1 transformation)
- Kousei Ono (1 match, 1 pénalité)

### Trois-quarts centre
- Shotaro Onishi (3 matchs, 3 transformations, 6 pénalités)
- Koji Taira (3 matchs, 1 essai)
- Yuta Imamura (3 matchs)
- Nataniela Oto (1 match)
- Tatsuya Kusumi (1 match)

### Trois-quarts aile
- Kosuke Endo (3 matchs, 2 essais)
- Hirotoki Onozowa (3 matchs, 1 essai)
- Christian Loamanu (2 matchs)
- Tomoki Kitagawa (1 match)

### Arrière
- Go Aruga (2 matchs)
- Tatsuya Kusumi (1 match)
- Hirotoki Onozowa (1 match)
- Christian Loamanu (1 match)